# Burnham Thorpe
Burnham Thorpe ist eine Gemeinde in der Nähe der Nordküste der Grafschaft Norfolk in England. Sie ist hauptsächlich bekannt als Geburtsort von Vizeadmiral Horatio Nelson, dem Sieger in der Schlacht von Trafalgar und einem der berühmtesten Helden Englands.
Nelsons Vater war Pfarrer an der Kirche des Ortes. In dieser Kirche aus dem 13. Jahrhundert sind noch eine Reihe von Erinnerungsstücken an den größten Sohn des Ortes zu sehen. Am Ortsrand befindet sich das Grundstück, auf dem bis zum Abbruch im Jahre 1803 sein Geburtshaus stand. Es ist dort noch ein Fischteich in der Form eines englischen Linienschiffes zu sehen, den Horatio Nelson eigenhändig angelegt haben soll.
Die Gemeinde ist einer von ehemals sieben benachbarten Orten, die alle mit dem Namen Burnham begannen. Heute existieren davon noch fünf: Burnham Thorpe, Burnham Overy, Burnham Norton, Burnham Deepdale und Burnham Market.
Das Gemeindegebiet hat eine Größe von 9,56 km² und hatte bei der letzten Volkszählung (2001) eine Bevölkerung von 168 Personen in 81 Haushalten.

## Persönlichkeiten
- Miranda Raison (* 1977), Schauspielerin